# Хіндой
Хіндой (рос. Хиндой) — село у Веденському районі Чечні Російської Федерації.
Населення становить 0 осіб. Входить до складу муніципального утворення Макажойське сільське поселення.

## Історія
Згідно із законом від 20 лютого 2009 року органом місцевого самоврядування є Макажойське сільське поселення.

## Населення
| 2002 | 2010 |
| ---- | ---- |
| 0    | →0   |